# Komite Nasional Indonesia Pusat

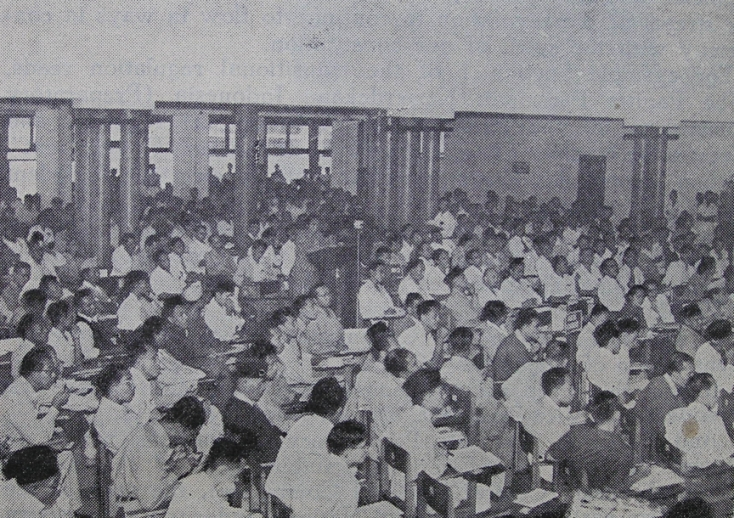
Réunion du KNIP à Malang en 1947 pour déterminer la réponse de l'Indonésie à l'accord de Linggarjati

Le Komite Nasional Indonesia Pusat (littéralement « comité national indonésien central » aussi appelé KNIP) était un comité se réunissant pour assister le président Soekarno dans l'Indonésie nouvellement indépendante. À l'origine, il s'agissait uniquement d'un organe de conseil, ce n'est que par la suite qu'il obtint des fonctions législatives. À la suite du transfert de la souveraineté à la république des États-Unis d'Indonésie en décembre 1949, l'État adopta un système bicamériste. Le KNIP se réunit pour la dernière fois le 15 décembre 1949 pour accepter que la république d'Indonésie rejoigne la république des États-Unis d'Indonésie. Cette république n'eut finalement qu'une durée de vie limitée et l'Indonésie devint un état unitaire en août 1950 ; le comité de travail du KNIP s'intégra alors au Conseil représentatif du peuple,.